# أرتي
أرتيوم ستولياروف (Artyom Stolyarov)  و يعرف كذلك باسم شهرته أرتي (Arty) هو دي جي و منتج أسطوانات روسي مختص في موسيقى الهاوس و الترانس .

## روابط خارجية
- أرتي على موقع ميوزك برينز (الإنجليزية)
- أرتي على موقع أول ميوزيك (الإنجليزية)
- أرتي على موقع ديسكوغز (الإنجليزية)